# Église Saint-Pierre de Rouillac
L'église Saint-Pierre est une église catholique située au hameau de Rouillac, sur le territoire de la commune de Montcuq, dans le département du Lot, en France.

## Historique
Le chevet et les murs latéraux de la nef sont les parties les plus anciennes de l'église et datent peut-être de la seconde moitié du XIIe siècle.
Le portail date du XVe siècle et a été remployé comme porte du cimetière au XIXe siècle quand le clocher a été ajouté.
Les chapelles nord et sud sont ajoutées après 1870 ainsi que les fausses voûtes de la nef. On trouve la date 1883 inscrite sur un appui d'une fenêtre de l'élévation nord.
L'édifice a été inscrit pour sa nef, sauf le clocher, et classé pour son chœur et ses peintures, au titre des monuments historiques le 9 juillet 1980.

## Peintures murales
L'abside a conservé un programme pictural de la fin du XIIe siècle constituant un ensemble remarquable de peintures romanes du Quercy.
On peut y voir des représentations du Péché originel avec Adam et Ève et des épisodes de la Passion du Christ comprenant l’entrée de Jésus à Jérusalem, la Cène, la Crucifixion. Face à la représentation du Péché originel avait été peinte la Rédemption dont il ne subsiste que la partie haute. Au sommet de la voûte a été peint le Christ en majesté qui était à l'origine entouré des quatre figures du Tétramorphe dont il subsiste le taureau ailé de saint Luc et le lion de saint Marc.
Ces peintures utilisent des couleurs mates en camaïeux d’ocre et de bleu sur fond clair.

## Vitraux
Les fenêtres de l'église ont été décorées à la fin du XIXe siècle de quatre verrières hagiographiques représentant saint Jean-Baptiste, saint Dominique, saint Antoine le Grand, et sainte Justine de Padoue et une verrière décorative dont le maître verrier n'est pas connu.
Les vitraux de l'abside romane ont été commandés par l'Association "Les Amis des Eglises rurales du Quercy Blanc" au peintre cartonnier de vitraux Michel Gigon (né en 1929). Ils ont été réalisés en 1971 avec la collaboration du maitre-verrier Victor Cot-Dezande. (Réf. Les vitraux du peintre Michel Gigon. Catalogue raisonné. Mémoire de Maîtrise de Geneviève Gigon, sous la direction de Bruno Foucart et de Françoise Perrot, Paris IV-Sorbonne,1985, 249 p.(p.190-192)).

## Mobilier
- Dans la chapelle sud : autel tombeau, gradins d'autel, tabernacle architecturé à ailes et dais d'exposition de la fin du XVIIe siècle. Le tabernacle pourrait être attribué à l'atelier de la famille Tournié.
- Croix de confrérie représentant le Christ en croix[2].
- Portes de fonts baptismaux datant de la fin du XVIIe siècle ou du début du XVIIIe siècle[3].
- tableau représentant la Crucifixion offert par un certain Durand en 1670[4].